# Kenneth Frampton
Kenneth Frampton (Woking, 1930) é um arquitecto, crítico, historiador e professor de arquitectura na "Graduate School of Architecture and Planning" da Universidade de Columbia em Nova Iorque.
Frampton estudou arquitectura na Escola de Arte de Guildford e na Architectural Association School of Architecture em Londres. 
Foi professor na Universidade de Princeton no período de 1966 a 1971.
"História crítica da arquitetura moderna" (Martins Fontes, 1997) [Modern architecture: a critical history], publicado originalmente em 1980, está entre suas grandes contribuições para a historiografia recente. Em 2002 foi publicado ""Labour, Work and Architecture" que contém os textos que Kenneth escreveu durante 35 anos.